# Milagro (álbum)
Milagro es el título del noveno álbum de estudio y tercer álbum realizado en español grabado por de la cantautora estadounidense de pop latino y de música cristiana contemporánea Jaci Velásquez, Fue lanzado al mercado bajo el sello discográfico Sony Discos el 1 de abril de 2003. Este disco ganó un premio Billboard en español en la categoría "Mejor Álbum Cristiano", aunque por sus letras, sea considerado el más secular de todos sus discos. Este no fue tan exitoso como sus anteriores discos en español, debido a que Sony Discos se encontraba en bancarrota y no se le dio ninguna promoción.

## Lista de canciones
| Milagro |                              | |          |  |
| N.º     | Título                       | Escritor(es)                                                                                            | Duración |  |
| 1.      | «En el centro de mi corazón» | Estéfano · Julio C. Reyes                                                                               | 4:12     |  |
| 2.      | «No hace falta un hombre»    | Jaci Velásquez · Bridget Benenate · Matthew Gerrard Adapt: al español: Alejandro Jaén · Juliana Barrios | 4:08     |  |
| 3.      | «Milagro»                    | Jon Secada · Randall M. Barlow Adapt: al español: Emilio Estefan, Jr. · Nicolás Tovar                   | 4:35     |  |
| 4.      | «Un trocito de cielo»        | Alejandro Jaén · Antonio Rayo · Rafael Vergara                                                          | 3:23     |  |
| 5.      | «Pérdida sin ti»             | Estéfano                                                                                                | 4:00     |  |
| 6.      | «Eres tan grande»            | Javier Díaz · Rafael Vergara                                                                            | 3:57     |  |
| 7.      | «A un paso de mi amor»       | Rudy Pérez · Elizabeth Pérez Adapt: al español: Jorge Luis Piloto                                       | 4:25     |  |
| 8.      | «Me valga Dios»              | Estéfano                                                                                                | 4:05     |  |
| 9.      | «Es amor»                    | Cristina Faulk · Hunter Davis Adapt: al español: Manny López                                            | 3:36     |  |
| 10.     | «A tu lado es mi lugar»      | Jaci Velásquez · Bridget Benenate · Matthew Gerrard Adapt: al español: Alejandro Jaén · Erika Ender     | 4:12     |  |
| 11.     | «Mi vida no es nada sin ti»  | Gloria Estefan Adapt: al español: Emilio Estefan, Jr. · Nicolás Tovar                                   | 4:18     |  |

## Sencillos
1. No hace falta un hombre (se realizó un videoclip para este tema)
2. A un paso de mi amor (No se realizó un videoclip para este tema)
3. Mi vida no es nada sin ti, es una versión en español de Can't Stay Away From You de Gloria Estefan

- Datos: Q6016231